# Cá sóc
Cá sóc (tên khoa học Oryzias latipes), còn có tên là medaka, là một loài cá thuộc chi Cá sóc trong họ Cá sóc. Loài này phân bố tự nhiên ở Đông Á trong sông Mekong, sông Irrawaddy, Salween, sông Hồng và lưu vực Nanpangjiang. Được du nhập vào Kazakhstan và Nga (trong hệ thống thoát nước Kuban Hạ). Chúng cũng lan rộng trong lưu vực Azov.
Ở Việt Nam còn có cá sóc Hậu Giang (Oryzias haugiangensis) và cá sóc Mê Công (Oryzias mekongensis). Chúng thuộc họ Cá sóc. Ngoài ra có cá sóc đầu đỏ (Hemigrammus bleheri) là cá cảnh thuộc họ Characidae.